# Adolf Herman Wrangel
Adolf Herman Wrangel af Lindeberg, tidigare Wrangel af Salmis, född 1628 i Simtuna församling, Västmanlands län, död 5 mars 1656 i Marienburg, var en svensk friherre och militär. Han var son till Herman Wrangel.

## Biografi
Adolf Herman Wrangel af Lindeberg föddes 1628 på Strömsnäs i Simtuna socken. Han var son till riksrådet, generalguvernören, greve Herman Wrangel och Catharina Gyllenstierna. Wrangel blev 27 oktober 1639 student vid Uppsala universitet. Han reste 1641 till Holland och var i Haag närvarande vid prinsens av Oranien biläger. Wrangel var student vid universitetet i Leiden 1646 och i Paris samma år. Han reste 1647 till Italien och därifrån till Tyskland. Wrangel var överstelöjtnant vid Carl Gustaf Wrangels livregemente 1650 och 1651. Han upphöjd i friherrligt stånd 8 oktober 1653, jämte sina halvsyskon och för sin fars förtjänster. Han erhöll konfirmation på detta 21 mars 1654 och introducerades i Sveriges Riddarhus samma år under nummer 41 som Wrangel af Lindeberg. Wrangel blev 1654 överste för Jönköpings regemente. Han avled 1656 i hetsig feber i Marienburg och gravsattes i Linderås kyrka.

### Egendom
Wrangel ägde gården Strömsnäs i Simtuna socken.

### Familj
Wrangel gifte sig 6 juli 1654 på Skoklosters slott med Elisabet von Rosen (död 1670), dotter av lantrådet, översten Robert von Rosen och Anna Dorotea von Asserie. De fick tillsammans barnen kornetten Carl Adolf Wrangel (1655–1721) vid Livregementet till häst och Anna Catharina Wrangel (1656–1724) som var gift med lagmannen, friherren Christer Bonde i Värmlands lagsaga.